# Katarina Bulatović
Katarina Bulatović, cyr. Катарина Булатовић (ur. 15 listopada 1984 w Kragujevacu) – czarnogórska piłkarka ręczna grająca na pozycji prawej rozgrywającej, reprezentantka kraju. Wicemistrzyni olimpijska 2012. Mistrzyni Europy 2012. W 2012 razem z Bojaną Popović została wybrana najlepszym sportowcem Czarnogóry.
Obecnie występuje w czarnogórskim ŽRK Budućnost T-Mobile.

## Sukcesy

### reprezentacyjne
- Igrzyska Olimpijskie:
  -  2012
- Mistrzostwa Europy:
  -  2012

### klubowe
- Mistrzostwo Czarnogóry:
  -  2009, 2010, 2011, 2012
- Puchar Czarnogóry:
  -  2009, 2010, 2011, 2012
- Liga Regionalna:
  -  2010, 2011, 2012
  -  2009
- Puchar Zdobywców Pucharów:
  -  2010
- Mistrzostwa Danii:
  -  2007
- Liga Mistrzyń:
  -  2007, 2012, 2014, 2015
- Mistrzostwa Rumunii:
  -  2013

## Nagrody indywidualne
- Igrzyska Olimpijskie:
  - najlepsza strzelczyni oraz najlepsza prawa rozgrywająca Igrzysk Olimpijskich 2012
- Mistrzostwa Europy:
  - najlepsza strzelczyni oraz najlepsza prawa rozgrywająca Mistrzostw Europy 2012

## Wyróżnienia
- Zwycięstwo w plebiscycie na najlepszego czarnogórskiego sportowca roku 2012 razem z Bojaną Popović